# Карлос Павон
Карлос Павон (ісп. Carlos Pavón, нар. 9 жовтня 1973, Ель-Прогресо) — гондураський футболіст, що грав на позиції нападника.
Рекордсмен збірної Гондурасу за кількістю забитих голів (57). Двічі визнавався Футболістом року в Гондурасі (2000, 2007). У 2001 році номінувався на звання «Гравець року ФІФА», набравши один голос.
У ЗМІ його іноді називають «живою легендою футболу Гондурасу».

## Клубна кар'єра
Народився 9 жовтня 1973 року в місті Ель-Прогресо. Вихованець футбольної школи клубу «Реал Еспанья». Дорослу футбольну кар'єру розпочав 1992 року в основній команді того ж клубу, в якій провів два сезони, вигравши з командою чемпіонат та національний кубок.
1994 року Карлос переїхав до Мексики, де грав за «Толуку», створивши дует форвардів з Хосе Мануелем Абундісом. Після року виступів відправився в «Сан-Луїс», де провів півроку і перейшов до іспанського клубу «Реал Вальядолід». У новій команді Павно програв конкуренцію хорватському форварду Алену Петернацу і до кінця сезону так і не забив жодного гола.
У 1996 році повернувся в Мексику, де він підписав контракт з «Коррекаміносом», після чого грав за інші мексиканські клуби «Некакса», «Атлетіко Селая» та «Монаркас», але за жоден з них не грав занадто довго. У сезоні 1998/99 виступаючи за «Атлетіко Селая» Карлос забив 26 голів в 31 зустрічах, в той час як під час сезону 2000/01 забив 13 голів в 28 матчах за «Монаркас».
Хороша ефективність нападника дозволила йому влітку 2001 року знову відправитись до Європи і стати гравцем італійського «Удінезе». Там гондуресець служив у резерві, поступаючись місцем на полі Давіду Ді Мікеле, Вінченцо Яквінті і Сіябонга Номвете, через що до кінця року зіграв лише 7 матчів в лізі і забив 1 гол 26 серпня в грі з «Торіно». У січні 2002 року Павон переїхав до «Наполі» з Серії В, але і тут закріпитись не зумів, так і не забивши жодного гола, а на початку 2003 року він повернувся в Гондурас і підписав контракт зі своїм першим клубом кар'єрі «Реал Еспанья».
У подальшому захищав кольори клубів «Монаркас», «Депортіво Калі», «Крус Асуль», «Коммунікасьйонес» та знову «Реал Еспанья».
19 червня 2007 року Павон рушив до США, ставши гравцем «Лос-Анджелес Гелаксі». 19 серпня забив два голи у матчі МЛС «Нью-Йорк Ред Буллз» (4:5) з передач Девіда Бекхема. Проте після закінчення сезону Карлос знову повернувся до «Реала Еспанья», в 2009 році, провів кілька місяців у мексиканській «Некаксі».
Завершив професійну ігрову кар'єру в рідному клубі «Реал Еспанья» після Клаусури 2012, щоб стати помічником головного тренера в клубі, а також футбольним коментатором.

## Виступи за збірну
1993 року дебютував в офіційних матчах у складі національної збірної Гондурасу. У її складі він вигравав медалі тільки з Кубків націй Центральної Америки: два «золота» (1993, 1995) і дві «бронзи» (1999, 2009). Коли команда досягала успіхів на Золотих кубках КОНКАКАФ і Кубку Америки 2001 року, Павона в складі з різних причин не було. Натомість на Золотих кубках КОНКАКАФ 1993, 1998, 2000 і 2007 років, коли Павон брав участь у турнірах, гондурасці не спромоглися виграти медаль, хоча Павон і зміг на останньому турнірі з п'ятьма голами стати найкращим бомбардиром турніру.
Як один з трьох «джокерів» (гравців, яким понад 23 роки) Павон брав участь у Олімпійських іграх 2008 року, де гондурасці, не забивши жодного голу, програли всі матчі в групі.
В рамках відбору до чемпіонату світу 2010 року у ПАР Павон брав участь лише у фінальному раунді зони КОНКАКАФ, де в 9 матчах він відзначився 7 разів, зігравши важливу роль в попаданні команди на світову першість. На самому чемпіонаті світу Карлос провів на полі лише перші 60 хвилин у грі з Чилі, що стало його останнім появою у футболці національної команди.
Протягом кар'єри у національній команді, яка тривала 18 років, провів у формі головної команди країни 101 матч, забивши 57 голів.

## Досягнення
- Чемпіон Гондурасу: 1993/94, 2003/04 (Апертура), 2006/07 (Клаусура), 2010/11 (Апертура)
- Чемпіонат Мексики: 2000/01 (Інв'єрно)
- Володар Кубка Гондурасу: 1992
- Переможець Кубка центральноамериканських націй: 1993, 1995
- Переможець Центральноамериканських ігор: 1994

## Особисті досягнення
- Футболіст року в Гондурасі: 2000, 2009
- Найкращий бомбардир в історії збірної Гондурасу: 57 голів
- Найкращий бомбардир Золотого кубка КОНКАКАФ: 2007 (5 голів)
- Член символічної збірної Золотого кубка КОНКАКАФ: 2000, 2007
- Член символічної збірної Кубка націй Центральної Америки: 1999
- Найкращий бомбардир чемпіонату Гондурасу: 2006/07 (Клаусура, 15 голів)